# Дашков, Андрей Яковлевич (воевода)
Андрей Яковлевич Дашков — воевода и думный дворянин во времена правления Михаила Фёдоровича, Алексея Михайловича, правительницы Софьи Алексеевне, Ивана V и Петра I Алексеевичей.
Старший сын воеводы Якова Авксентьевича Дашкова, из дворянского рода Дашковы, ветви идущей от "муж честен" именем Дашек выехавшего из Большой орды. Имел братьев: воеводу и думного дворянина Василия Яковлевича и воеводу и стольника Григория Яковлевича.

## Биография
Стольник патриарха Филарета (1620). Пожалован в царские стольники (1635). Служил у Государева стола при приёме литовского посла (21 марта 1635) и персидского посла (19 мая 1635). Дневал и ночевал у гроба царевича Ивана Михайловича (28 января 1639). Пожалован поместьем (19 марта 1639). За литовскую службу и строении укреплений и земляных валов в Царёво-Алексееве (1647-1648) пожалован придачей к поместному и денежному окладу (1649). Служил у Государева стола (17 марта 1649). Воевода в Свияжске (1653-1654), Чернигове (1658). Второй судья Владимирского судного приказа (с 17 марта 1659-1660). Второй воевода в Астрахани (с 06 июня 1660-1662), где привёл к присяге калмыцких князей (1662). Единственный воевода в Астрахани (сменён 27 августа 1663). Пожалован придачей к окладу (1666). Участник съезда с калмыцким Тайши (1666-1667). Второй воевода в Тамбове (1667). Дневал и ночевал у гроба царевича Семеона Алексеевича (23 и 30 июня, 07 и 21 июля 1669). Судья Холопьего приказа (1677-1678) и Каменного приказа (1680). Пожалован в думные дворяне (26 апреля 1683). Второй судья приказа Сыскных дел (1684-1686). Жалован вотчинами в Костромском, Ростовском и Козельском уездах (26 декабря 1682) и Вологодском уезде (16 мая 1690).
Скончался († после 1702).

## Семья
От брака с неизвестной имел детей:
- Дашков Иван Андреевич Большой — стольник, ротмистр Большого полка.
- Дашков Иван Андреевич Средний — стряпчий и стольник.
- Дашков Иван Андреевич Меньшой — жилец, стряпчий и стольник.